# Linha do tempo do impeachment de Dilma Rousseff
Esta página é uma linha do tempo que relaciona os principais fatos ocorridos durante o Processo de impeachment de Dilma Rousseff.

## 2015

### Dezembro
2 de dezembro – Eduardo Cunha abre o processo a partir da aceitação de um documento apresentado por Hélio Bicudo e pelos advogados Miguel Reale Júnior e Janaina Paschoal.
7 de dezembro – os líderes governistas reagem e Eduardo Cunha adia para o dia seguinte a formação da comissão especial para análise da denúncia.
8 de dezembro – a chapa alternativa para a comissão é aprovada, com reação violenta dos governistas. No mesmo dia, o ministro Luiz Edson Fachin, do Supremo Tribunal Federal, suspende todo o processo a fim de elaborar um rito válido constitucionalmente.
11 de dezembro – a presidente Dilma Rousseff entra com uma ação no Supremo Tribunal Federal para anular o processo de impeachment. Rodrigo Janot, Procurador-Geral da República, entra com uma ação semelhante. com o objetivo de questionar diversos pontos da lei que regula o impedimento por crimes de responsabilidade no Brasil (Lei 1.079/1950).
15 de dezembro – a oposição defende a legalidade do processo junto ao STF.
16 de dezembro – o  ministro Fachin julga improcedente uma ação que pretendia colocar sob suspeita a abertura do processo por Cunha.
17 de dezembro – o STF decidiu por maioria a favor da possibilidade de o Senado Federal recusar a abertura de um processo de impeachment, mesmo após a Câmara dos Deputados autorizar a instauração daquele. Os ministros também decidiram anular a eleição da chapa alternativa para a comissão especial da Câmara, destinada a elaborar parecer pela continuidade ou não do processo de impeachment da presidente Dilma Rousseff.

## 2016

### Fevereiro
1º de fevereiro – a Câmara envia ao Supremo os embargos de declaração que questionam as decisões tomadas pela Corte em 2015.

### Março
7 de março – o STF apresenta um acórdão que mantém a decisão sobre o rito, contrariando a vontade da oposição. 
16 de março – o STF ratifica sua decisão. As consequências são: a impossibilidade de chapas ou candidaturas avulsas; a votação aberta para a escolha dos membros da comissão, com a opção de cada deputado pela aprovação ou rejeição da comissão formada por indicação dos líderes; e a permissão de o Senado não instaurar um processo próprio, mesmo com a decisão da Câmara a favor da abertura.
17 de março – a Câmara finalmente elege, por votação aberta, os 65 integrantes da comissão especial que analisaria o pedido de impeachment da presidente Dilma Rousseff. O PT e o PMDB possuem mais deputados que os outros partidos.
30 de março – os denunciantes do processo comparecem à comissão para prestar depoimento.
31 de março – o governo apresenta a sua defesa na comissão.

### Abril
6 de abril – o relator da comissão de impeachment, Jovair Arantes, apresenta, na Câmara dos Deputados, um parecer favorável à denúncia por crime de responsabilidade.
11 de abril - a comissão especial do impeachment aprova, por 38 votos a 27, parecer favorável ao impeachment da presidente Dilma Rousseff. 
14 de abril – o STF recusa pedidos de suspensão e anulação da votação.
17 de abril – os deputados federais aprovam o prosseguimento do processo de impeachment da presidente da república, Dilma Rousseff. A Câmara dos Deputados, em uma sessão conturbada, concluiu os 342 votos às 23h08, nove horas após a sessão ser iniciada. A partir daí, o Senado Federal do Brasil assumiu o encargo de instaurar ou arquivar o processo de impedimento.
18 de abril – Eduardo Cunha, presidente da Câmara dos Deputados, entrega a Renan Calheiros, presidente do Senado, o processo de 12.044 páginas.
19 de abril – o senador Vicentinho Alves, primeiro-secretário do Senado, lê oficialmente o parecer da Câmara, que autoriza a Casa a prosseguir no rito do processo de cassação presidencial. Abre-se assim o prazo de 48 horas para que os líderes partidários indiquem os nomes para a composição dos integrantes da comissão que analisará o processo. 
22 de abril – formada a comissão especial analisadora do processo de impeachment de Dilma Rousseff no Senado.
25 de abril – o plenário do Senado Federal elege os 21 senadores titulares e 21 suplentes que irão compor a comissão de impeachment.
26 de abril – é instalada a comissão no Senado. No mesmo dia, são eleitos o presidente da comissão, Raimundo Lira, e o relator, Antonio Anastasia.
28 de abril – os denunciantes prestam depoimento à comissão do Senado.
29 de abril – ministros de governo falam pela defesa da presidente Dilma na comissão.

### Maio
4 de maio – o relator Antonio Anastasia apresenta parecer favorável à abertura do processo no Senado.
6 de maio – a comissão especial do impeachment do Senado aprovou, por quinze votos a favor e cinco contra, o relatório do senador Antonio Anastasia, favorável ao prosseguimento do processo de impeachment da presidente Dilma Rousseff.
9 de maio – o presidente substituto de Eduardo Cunha na Câmara dos Deputados, Waldir Maranhão, publica uma nota anulando a votação do processo de impeachment do dia 17 de abril, alegando que a aprovação ocorreu de forma incorreta e pedindo que o Senado devolva o relatório do processo para que se realize uma nova votação com os deputados. Renan Calheiros não aceita e afirma que o rito no Senado vai continuar. Na noite do mesmo dia, Waldir Maranhão revoga a própria decisão e desiste de anular a votação no plenário da Câmara.
10 de maio – o governo entra com um recurso no STF para tentar barrar o processo de impeachment de Dilma Rousseff.
11 de maio – o ministro do STF Teori Zavascki nega o recurso do governo para anular o processo de impeachment de Dilma Rousseff.
12 de maio, 7h da manhã – com 55 votos favoráveis, 22 contrários e 2 ausentes, o Senado autoriza a abertura do processo de impeachment propriamente dito, e determina o afastamento da presidente da República, Dilma Rousseff, pelo período de até 180 dias.
12 de maio, 11h da manhã – Dilma Rousseff é intimada de seu afastamento do cargo e o Vice-presidente da República, Michel Temer, é notificado para assumir o cargo interinamente.
12 de maio, 16h – em reunião no gabinete da Presidência do Senado Federal, o Ministro Ricardo Lewandowski, Presidente do Supremo Tribunal Federal, assume a Presidência do Senado para os fins do processo, conforme a Constituição brasileira determina. e nomeia o Secretário-Geral da Mesa do Senado, Luiz Fernando Bandeira de Mello Filho, escrivão do processo, do mesmo modo como ocorreu em 1992.

### Julho
29 de julho – após uma longa fase de depoimentos da acusação e da defesa, a presidente Dilma entrega as suas alegações finais na Câmara.

### Agosto
2 de agosto – o relator, Antônio Anastasia, apresenta, no Senado, um relatório favorável ao impedimento de Dilma.
4 de agosto – o relatório de Anastasia é aprovado na comissão do Senado.
10 de agosto – o relatório é aprovado no plenário do Senado e Dilma vai a julgamento.
10 de agosto – a acusação se antecipa e entrega o libelo acusatório.
12 de agosto – a defesa entrega a resposta ao libelo e o julgamento é marcado para o dia 25.
25 de agosto – começa a etapa final do julgamento. 
29 de agosto – Dilma se defende no Senado e classifica o processo como um golpe de estado.
31 de agosto – Dilma Rousseff tem o mandato cassado em votação no plenário do Senado. Porém, mantém o direito a exercer funções públicas, inclusive eletivas.